# José García Narezo
José García Narezo (Madrid, 26 de septiembre de 1922 - México, 1994), pintor sordomudo español, hijo de Amelia Narezo Dragonné, mexicana y hermana de la pintora Irene Narezo Dragonné, y Gabriel García Maroto, español, y hermano del poeta Gabriel García Narezo.

## Biografía
Sordomudo de nacimiento como su hermana Sara, con seis años llegó a México con sus padres en 1928 e ingresa en 1932 en la Escuela al Aire Libre de Tlalpan. Regresó a España cuatro años más tarde en 1938, tras haber participado con apenas quince años en la Exposición internacional de París de 1937, de forma que su infancia transcurrió entre España y México y su adolescencia en plena Guerra Civil, en la que se editó su libro Un niño y la guerra: trayectoria plástica Ilustrado por José García Narezo Madrid: Ministerio de Instrucción Pública, 1938. Llegó a México como refugiado y más tarde se convirtió en un ciudadano naturalizado mexicano. Fue evolucionando hacia un particular Surrealismo. 

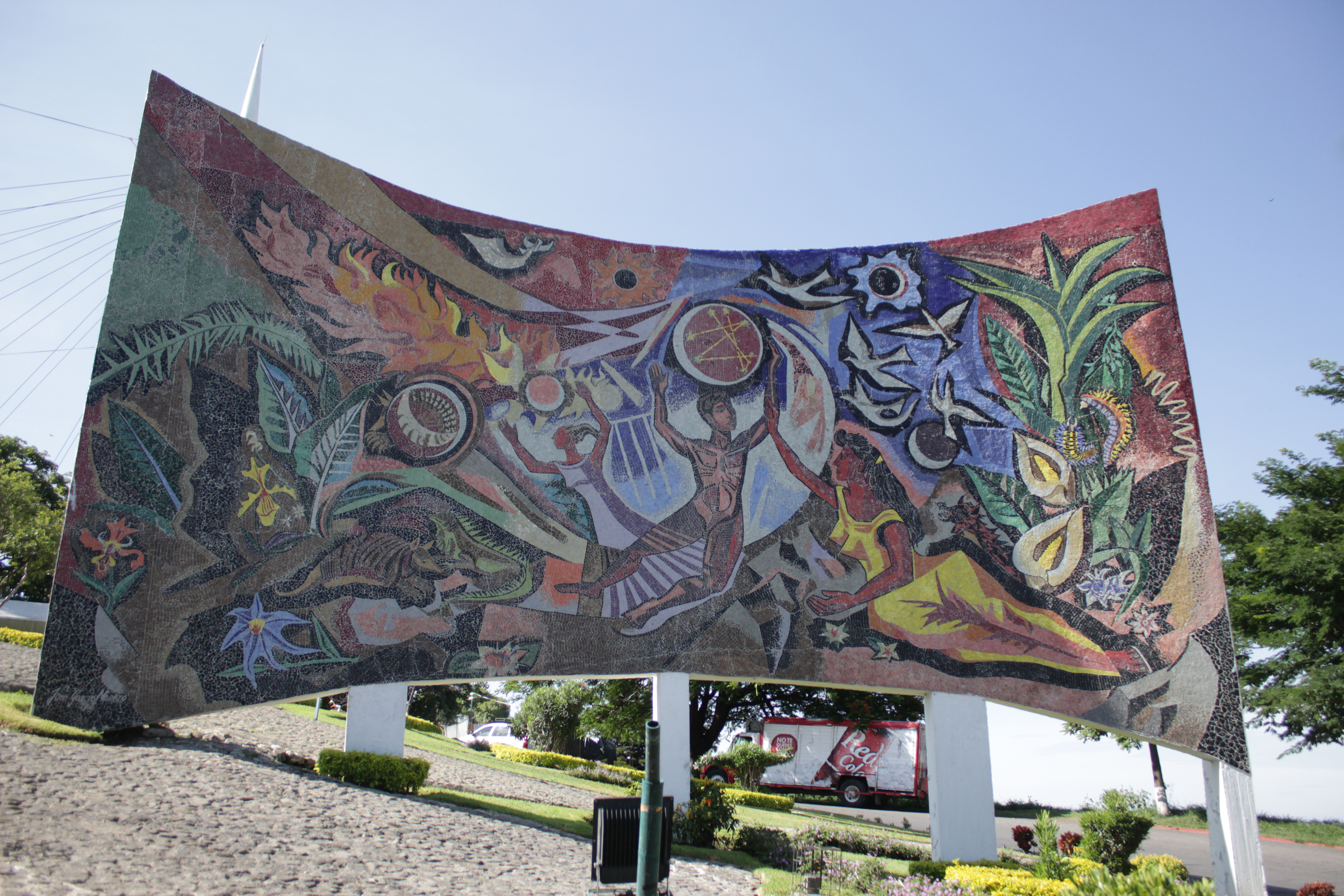
Juego con la Luna (1958) - mural de mosaico veneciano en Lomas de Cuernavaca

Con el tiempo llegó a ser más conocido en México como pintor que su propio y activo padre. Expuso su obra en América, Europa y Asia. Sus muestras individuales más importantes fueron las de la Galería Arden de Nueva York (1938), en la Casa de la Cultura de La Habana, en la Galería Stendhal de Los Ángeles (1939), en el Museo Young de San Francisco (1944), en la Galería de Bellas Artes de San Diego (1945) y en el Museo White Memorial de San Antonio, Texas (1952). También fue muralista, y en esta faceta posee en Ciudad Obregón, Sonora, el titulado Energía Eléctrica en el Servicio de Sonora y un mosaico italiano en la glorieta del Paseo de la Reforma en Lomas de Cuernavaca, llamado Juego con la luna (1958).